# Verbena lobata
Verbena lobata là một loài thực vật có hoa trong họ Cỏ roi ngựa. Loài này được Vell. miêu tả khoa học đầu tiên năm 1829.